# Rum

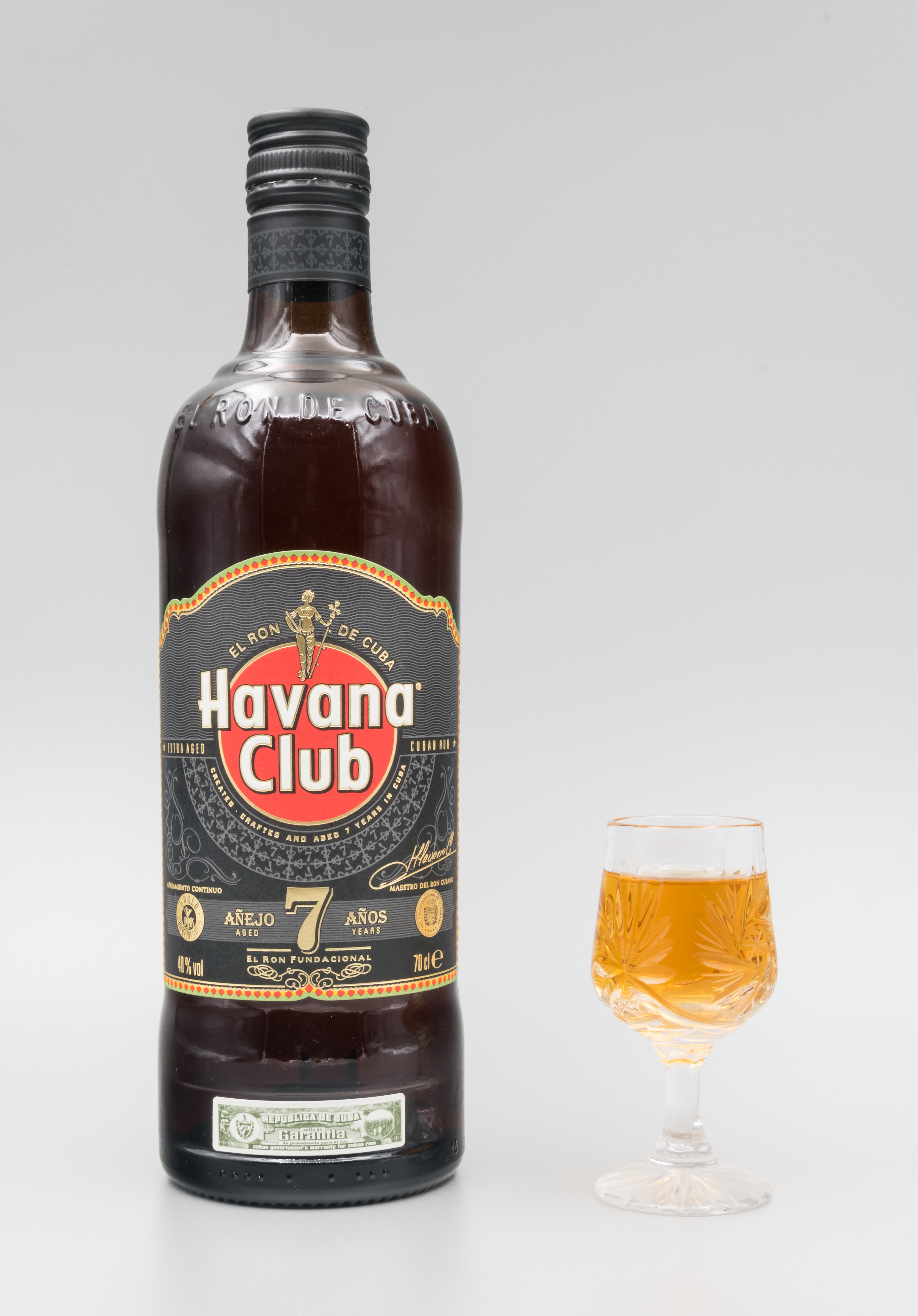
Rum Havana Club Añejo 7 Años

Rum – napój alkoholowy o wysokiej zawartości alkoholu (37,5–81%) wytwarzany ze sfermentowanego soku z trzciny cukrowej, koncentratu tego soku lub melasy trzcinowej.

## Etymologia
Pochodzenie słowa rum jest niejasne. W 1824 r. Samuel Morewood, brytyjski etymolog, zasugerował, że nazwa pochodzi od ostatniej sylaby łacińskiego słowa cukier – saccharum. Inna hipoteza mówi, że nazwa pochodzi od holenderskiego roemer – kubki (szklanki), ponieważ holenderscy marynarze szklanki o dużej pojemności nazywali rummers. Za najbardziej prawdopodobną uważa się jednak możliwość, że słowo rum jest skróconą formą słowa rumbullion (rumbustion) używanego w angielskim hrabstwie Devon, oznaczającego a great tumult. Odzwierciedla to obecność na Barbados licznych osadników z zachodniej Anglii. Plantatorzy francuscy przyjęli to słowo w postaci rhum, a hiszpańscy – ron.

## Historia

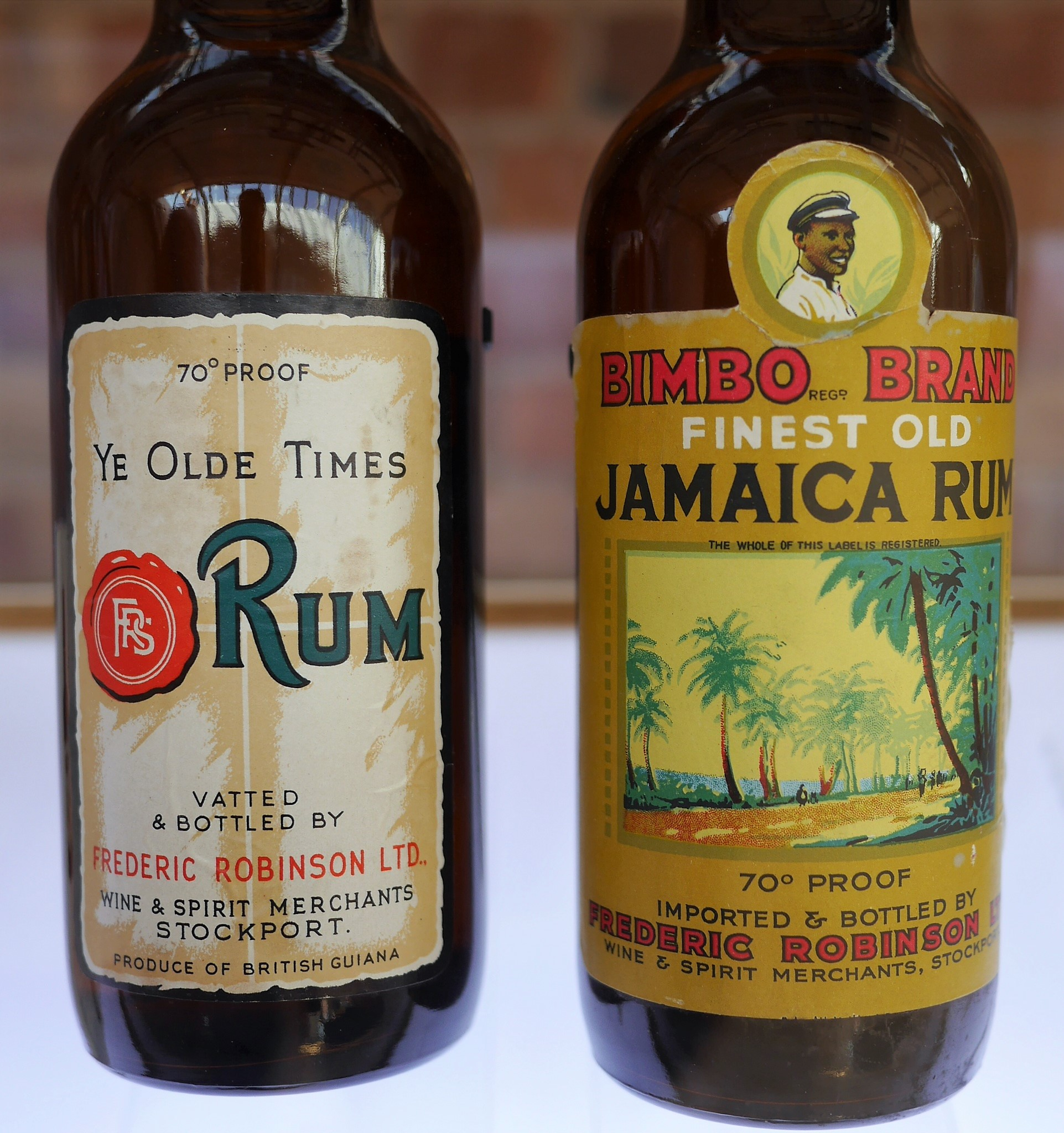
Dawne butelki rumu z Gujany Brytyjskiej i Jamajki

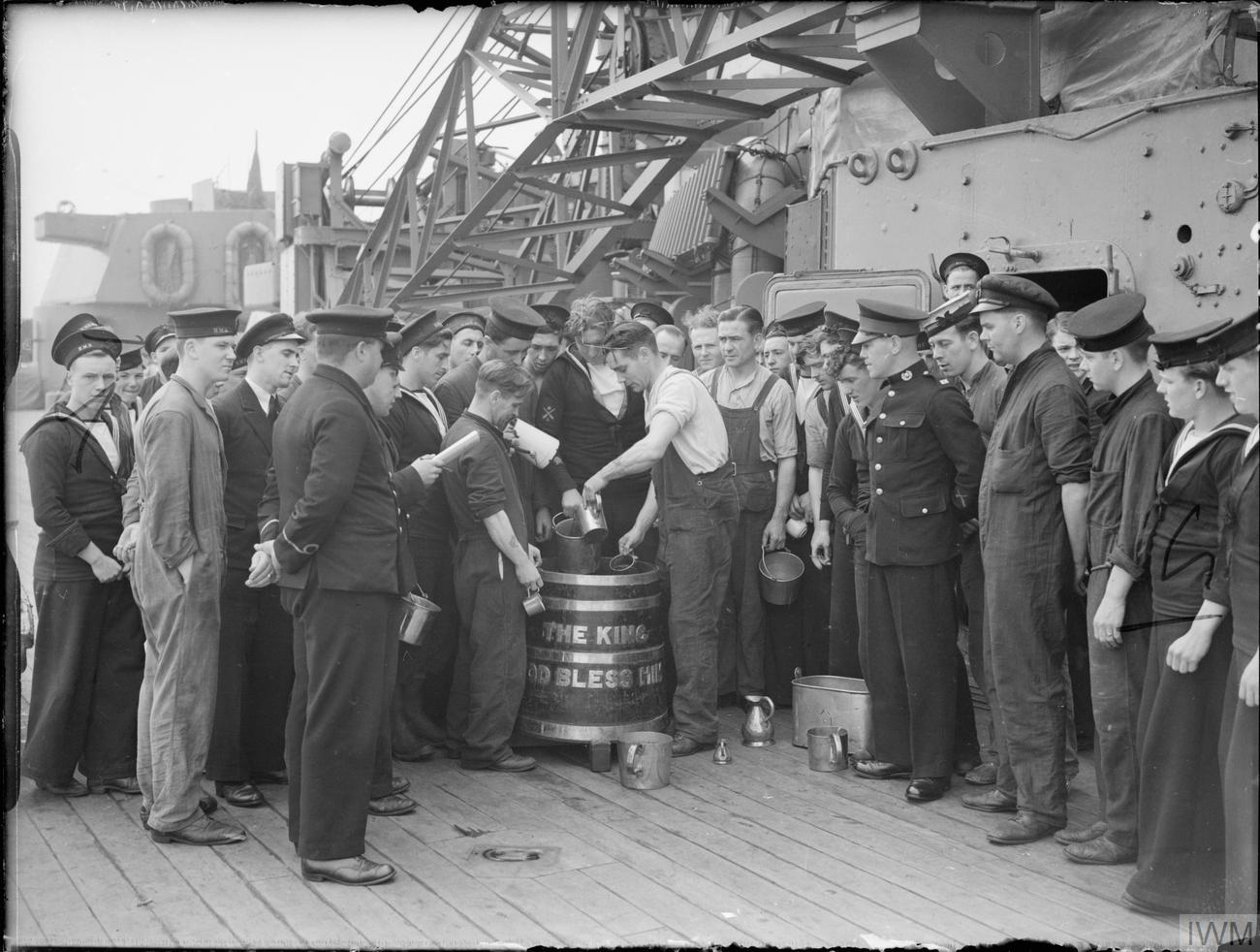
Rozdzielanie porcji rumu wśród marynarzy brytyjskich w czasie II wojny światowej

Dawniej był to trunek rabusiów, piratów, szmuglerów oraz handlarzy niewolników i przez stulecia stanowił znaczący towar będący przedmiotem przemytu.
Jego historia sięga czasów antycznych. Rum pochodzi prawdopodobnie z Indii i Chin. Do Europy został przywieziony przez Arabów. W Hiszpanii Maurowie posiadali ogromne plantacje trzciny cukrowej. Krzysztof Kolumb podczas swojej drugiej wyprawy zabrał ze sobą sadzonki trzciny cukrowej, które przyjęły się bardzo dobrze w tamtejszym klimacie. W XVII w. w rejonie Morza Karaibskiego rozpoczęto masową produkcję rumu. Tradycja powiada, że to na wyspie Barbados zaczęto produkować rum. Związane jest to z rozkwitem piractwa. Rosnąca popularność rumu spowodowała, że od 1655 r. na okrętach Royal Navy dzienne racje piwa zastąpiono rumem, a w 1740 r. rum zastąpiono grogiem (mieszanina rumu z wodą, najczęściej gorącą, w stosunku 1 : 3).
Popularność rumu na Karaibach szybko rozprzestrzeniła się do kolonialnej Ameryki. Pierwsza amerykańska destylarnia rumu została stworzona w 1664 r. na Staten Island (Nowy Jork). Boston zbudował swoje destylarnie trzy lata później. Duża konsumpcja rumu w Ameryce, a także zapotrzebowanie na cukier w Europie spowodowały, że było potrzeba więcej rąk do pracy na karaibskich plantacjach trzciny – co z czasem doprowadziło do powstania handlu trójkątnego między Afryką (niewolnicy), Karaibami (trzcina, cukier) i Ameryką (rum). Handel ten, jako że był dochodowy, doprowadził do uchwalenia tzw. Sugar Act w 1764 r., co z kolei było jedną z przyczyn rewolucji amerykańskiej.
Wraz z rozprzestrzenianiem się upraw trzciny cukrowej na inne terytoria rozszerzyła się produkcja rumu. Destylarnie powstały między innymi na portugalskich wyspach na Atlantyku (np. na Maderze) oraz na Madagaskarze. Najbardziej znane i szlachetne gatunki rumu, dojrzewające w dębowych beczkach, pochodzą jednak z Karaibów: Barbadosu, Dominikany, Jamajki czy Kuby.
W krajach europejskich podjęto produkcję alkoholu, który miał naśladować rum, z buraków cukrowych. Wytwórnie w Europie Środkowej przez pewien czas używały nawet nazwy „rum” w stosunku do swoich produktów, np. czeski czy słowacki „Tuzemský Rum” („Tuzemák”), czy też produkowany w Austrii „Stroh”. Po przystąpieniu tych krajów do Unii Europejskiej nazwy te zostały zmienione, gdyż określenie „rum” jest zastrzeżone do produktów wytwarzanych z trzciny cukrowej.
Dostosowanie się producentów do unijnych przepisów miało też ten skutek, że z rynku europejskiego zniknął mocny trunek w wersji pierwotnie otrzymywanej w karaibskich destylarniach – zastąpiono go wersją rozcieńczoną do 37,5–40%, zgodnie z unijną normą.

## Rodzaje rumu
Rozróżnia się następujące rodzaje rumu:
- biały
- złoty – powstaje z połączenia białego rumu z ciemnym, ma więcej aromatu niż biały rum
- ciemny – starzony
- overproof – nazwa stosowana do rumów o zawartości alkoholu powyżej 50%

## Style rumu
Podstawowa klasyfikacja rumu to podział uwzględniający system kolonialny Karaibów. Wyróżnić można styl: angielski (dawne kolonie brytyjskie), francuski (dawne kolonie Francji) oraz hiszpański (dawne kolonie Królestwa Hiszpanii).
- Rum angielski – to rodzaj rumu charakteryzującego się najwyższą spośród wszystkich rumów ciężkością. Zwyczajowo wytwarzany jest z melasy z użyciem tradycyjnych aparatów destylacyjnych wykonanych z miedzi. Produkt ten charakteryzuje się wysoką intensywnością smaku oraz długim okresem fermentacji. Przykładowe rumy: proof, overproof, navy oraz spiced. Miejsca produkcji: Jamajka, Barbados, Belize.
- Rum francuski – produkowany ze świeżego soku z trzciny cukrowej. Zazwyczaj posiada nutę owocową oraz dobrze wyczuwalny smak trzciny cukrowej. Nazywany również rumem rzemieślniczym. Miejsca produkcji: Gwadelupa, Martynika, Madera.
- Rum hiszpański – wytwarzany z melasy. Charakteryzuje się krótkim okresem fermentacji oraz lekkim smakiem. Wyczuwalne są w nich słodkie oraz korzenne nuty. Miejsca produkcji: Dominikana, Wenezuela, Gwatemala.

Wyżej wymieniona klasyfikacja to jedynie ogólny podział, który w dzisiejszych czasach uległ znacznemu zatarciu. Aktualnie rumy produkowane są już nie tylko w byłych koloniach, ale również w krajach Europy czy Azji.

## Produkcja
W odróżnieniu od innych napojów spirytusowych, takich jak koniak i whisky, rum nie ma określonej metody produkcji – zależy ona w dużej mierze od miejsca wytwarzania.

### Fermentacja
Rum produkowany jest najczęściej z melasy (na Karaibach i w Brazylii). Znaczącym wyjątkiem są francuskojęzyczne wyspy, gdzie sok z trzciny cukrowej jest preferowanym składnikiem bazy. Drożdże i wodę dodaje się do składnika podstawowego (melasa lub sok z trzciny cukrowej) w celu rozpoczęcia procesu fermentacji. Niektórzy producenci wykorzystują dzikie drożdże w procesie fermentacji, jednak większość producentów korzysta ze szczepów drożdży Saccharomyces cerevisiae, co ułatwia zapewnienie spójnego i przewidywalnego czasu fermentacji. Najczęściej źródłem drożdży jest tzw. Dunder – pianka z poprzednich fermentacji bogata w drożdże. Dunder jest tradycyjnym źródłem drożdży na Jamajce.

### Destylacja
Podobnie jak w przypadku wszystkich innych aspektów produkcji rumu, nie ma standardowej metody destylacji. Większość produkcji odbywa się przy użyciu kolumny rektyfikacyjnej, część producentów do destylacji rumu używa alembików, dzięki czemu można uzyskać „pełny” smak rumu.

### Dojrzewanie[14]
Wiele krajów wymaga, aby rum dojrzewał co najmniej rok. Dojrzewanie odbywa się w drewnianych beczkach dębowych, ale także w zbiornikach ze stali nierdzewnej lub w beczkach z innych rodzajów drewna. Proces dojrzewania ma wpływ na barwę rumu. Rum dojrzewający w dębowych beczkach staje się ciemny, a dojrzewający w zbiornikach ze stali nierdzewnej pozostaje praktycznie bezbarwny. Ze względu na tropikalny klimat, wspólny dla większości obszarów produkujących rum, alkohol ten dojrzewa o wiele szybciej niż whisky czy koniak. Dojrzały rum jest zazwyczaj mieszany, aby zapewnić jednolity smak i kolor. Mieszanie rumu jest ostatnim krokiem w procesie produkcji. W ramach procesu mieszania jasny rum może być dodatkowo filtrowany w celu uzyskania w pełni bezbarwnego trunku.